# Och, życie kocham cię nad życie
Och, życie kocham cię nad życie – debiutancki studyjny longplay Edyty Geppert wydany w 1986 r. przez wyd. Arston (ALP006).

## Lista utworów[1]
Strona A
1. Och, życie, kocham cię nad życie (sł. W.Młynarski - muz. W.Korcz)
2. Nocny dyżur (sł. J.Has - muz. S.Krajewski)
3. Sopockie bolero (sł. A.Osiecka - muz. W.Korcz)
4. Jaka róża, taki cierń (sł. J.Cygan - muz. W.Korcz)

Strona B
1. Poésie (sł.fr. J.Lisowski - muz. R.Abela)
2. Sauve-toi mon pauvre coeur (sł.fr. J.Lisowski - muz. S.Krajewski)
3. A gdy uznamy, że to już (sł. J.Wołek - muz. H.Alber)
4. Mój człowiek (sł. W.Młynarski - muz. A.Maliszewski)

## Informacje uzupełniające
Nagrań dokonano:
- 1, 4 - w Studiu Trójki w Warszawie (realizator W.Walczak), z towarzyszeniem Orkiestry PR i TV w Warszawie pod dyrekcją Ryszarda Dudka (grudzień 1984),
- 2 - w Studiu Seweryna Krajewskiego w Warszawie (grudzień 1985),
- 3, 5, 6, 7, 8 - w Poznaniu (realizator: P.Kubacki, współpraca J.Frączek), z towarzyszeniem Alex Band p/d Aleksandra Maliszewskiego (kwiecień 1986)

Projekt graficzny: Aleksandra Laska

Foto: Aleksandra Laska, Andrzej Świetlik